# Leonid Petrowitsch Serebrjakow

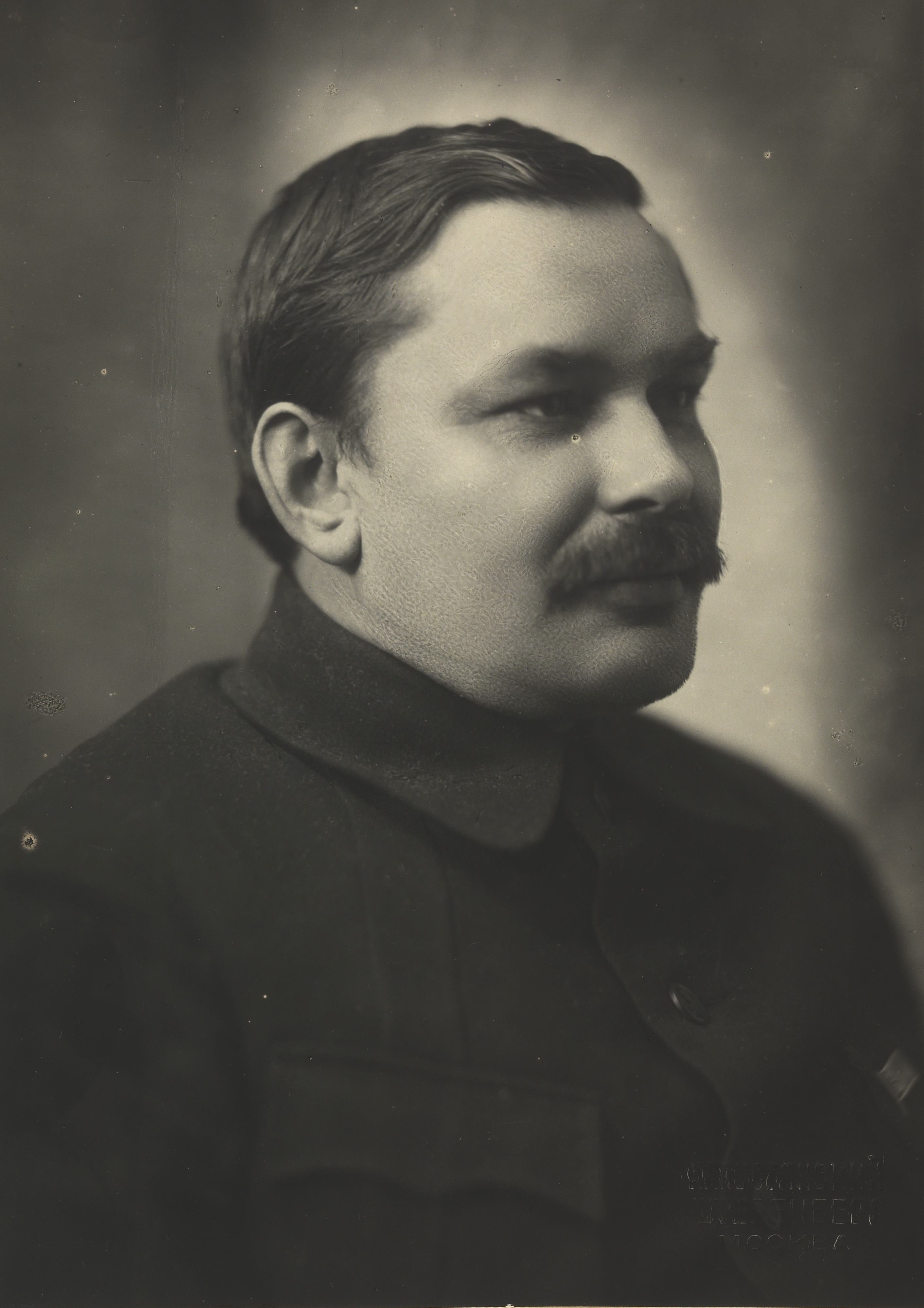
Leonid Serebrjakow

Leonid Petrowitsch Serebrjakow (russisch Леонид Петрович Серебряков; * 30. Maijul. / 11. Juni 1890greg. in Samara; † 1. Februar 1937 in Moskau) war ein russischer Bolschewik, der im Zuge des zweiten Moskauer Prozesses erschossen wurde.
Serebrjakow war ein Metallarbeiter, der ab 1905 in den Reihen der Bolschewiki agierte. Von 1919 bis 1920 war er als Sekretär des Zentralkomitees tätig. Nach Lenins Tod wurde er 1925 Mitglied der Linken Opposition gegen Stalin.
Zu Beginn des Jahres 1928 wurde er gemäß dem "konterrevolutionären" Artikel 58 des Strafgesetzbuchs nach Semipalatinsk verbannt. Nachdem er 1929 einen Antrag auf Rückkehr aus der Verbannung gestellt hatte, kehrte er nach Moskau zurück und wurde im Januar 1930 wieder in die Partei aufgenommen. Seit 1931 war er Leiter der Zentraldirektion für Autobahnen und Autotransport unter dem Rat der Volkskommissare der UdSSR und ab 3. August 1935  erster stellvertretender Leiter dieser Abteilung.
1936 wurde er erneut aus der KPdSU ausgeschlossen und am 17. August dieses Jahres verhaftet und im Januar 1937 als einer der Hauptbeschuldigten im zweiten Moskauer Prozess angeklagt. Im zweiten Teil der Moskauer Prozesse, dem Prozess gegen das „sowjetfeindliche trotzkistische Zentrum“ („Prozess der 17“), wurde er zum Tode verurteilt und erschossen. Er wurde erst in den 1980er Jahren rehabilitiert.
Serebrjakow war mit Galina Serebrjakowa verheiratet, nach der Scheidung behielt sie seinen Namen. Die Historikerin Sorja Serebrjakowa (* 1923) ist ihre gemeinsame Tochter.